# Джорджа Мелони
Джо̀рджа Мело̀ни (на италиански: Giorgia Meloni) е италиански политик и журналистка, министър-председател на страната от 22 октомври 2022 г. Тя е членка на Камарата на депутатите в Италия от 2006 г., съоснователка и лидер от 2014 г. на политическата партия „Братя италианци“ и председател на Партията на европейските консерватори и реформисти от 2020 г.
Мелони е десен популист и италиански националист, нейните политически позиции са описвани като десни и крайнодесни. Тя се противопоставя на абортите, евтаназията, както и партньорствата, браковете и родителството от еднополови двойки, като вместо това твърди, че семействата се създават изключително от двойки мъж-жена. Заради противопоставянето си срещу приемането на неевропейски мигранти и мултикултурализма, тя е обвинявана в ксенофобия и ислямофобия. Поддръжник на НАТО, тя поддържа евроскептични възгледи по отношение на Европейския съюз и до руската инвазия в Украйна през 2022 г. се обявява за по-добри отношения с Русия; впоследствие осъжда нападението и обещава да продължи да изпраща оръжие на Украйна.

## Детство и образование
Джорджа Мелони е родена в Рим на 15 януари 1977 г. Баща ѝ е от Сардиния, а майка ѝ от Сицилия. Баща ѝ, данъчен съветник, напуска семейството, когато тя е на единадесет години, и се мести на Канарските острови. През 1992 г., на 15 години, Мелони се присъединява към Младежкия фронт, младежкото крило на неофашисткото Италианско социално движение. През тези години тя основава студентската координация Gli Antenati („Предците“), която участва в протеста срещу реформата на общественото образование, насърчавана от министър Роза Русо Йерволино.
През 1996 г. завършва Института „Америго Веспучи“ в Рим. Мелони декларира, че е получила диплома за средно образование по езици от учебното заведение с крайна оценка 60/60. Но се оказва, че училището не е гимназия с чужди езици (и следователно не е квалифицирано да издава диплома по езици), а по-скоро техническа гимназия, специализирана в туристическата индустрия. Това поражда полемика в Италия дали Мелони е излъгала за дипломата си.
През същата година тя става национален лидер на „Студентско действие“, студентското движение на национално-консервативния Национален алианс, наследник на Италианското социално движение. „Студентско действие“ е представителната организация на алианса във Форума на студентските асоциации, създаден от италианското Министерство на образованието. През 1998 г., след като печели първичните избори, тя е избрана за съветник на провинция Рим, заемайки тази позиция до 2002 г. През 2000 г. тя е избрана за национален директор, а през 2004 г. става първата жена председател на „Младежко действие“, младежкото крило на Националния алианс. През тези години Мелони работи като бавачка, сервитьорка и барманка в Piper Club, един от най-известните нощни клубове в Рим.

## Политическа кариера

### Министър на младежта
На общите избори в Италия през 2006 г. Мелони е избрана в Камарата на депутатите като член на Националния алианс, в който тя става най-младият заместник-председател. През същата година започва да работи като журналист. През 2008 г. тя е назначена за министър на младежта в четвъртия кабинет на Берлускони, позиция, която заема до 16 ноември 2011 г., когато министър-председателят и медиен магнат Силвио Берлускони е принуден да подаде оставка на фона на финансова криза и обществени протести. Тя е най-младият министър в историята на обединена Италия.
През август 2008 г. Мелони кани италианските спортисти да бойкотират церемонията по откриването на Олимпийските игри в Пекин в несъгласие с китайската политика, прилагана спрямо Тибет; това изявление е разкритикувано от Берлускони, както и от министъра на външните работи Франко Фратини. През 2009 г. нейната партия се слива с Forza Italia в „Народа на сводобата“, като тя поема председателството на младежката секция на обединената партия, наречена „Млада Италия“. През същата година гласува за закон срещу евтаназията.
През ноември 2010 г. Мелони представя от името на министерството пакет от 300 милиона евро, наречен „Право на бъдеще“. Той е насочен към инвестиции в младите хора и съдържа пет инициативи, включително стимули за нови предприемачи, бонуси в полза на временни работници и заеми за заслужили студенти. През ноември 2012 г. тя обявява кандидатурата си за председател на „Братя италианци“ срещу тогавашния председател Анджелино Алфано, в израз на протест срещу подкрепата на партията за кабинета Монти. След отмяната на първичните избори тя се обединява с колегите си Игнацио Ла Руса и Гуидо Крозето, за да представи политика срещу Монти, като иска обновяване в партията и критикува ръководството на Берлускони.

### Лидер на „Братя италианци“
През декември 2012 г. Мелони, Ла Руса и Крозето основават ново политическо движение – „Братя италианци“ – чието име идва от думите на италианския национален химн. На общите избори в Италия през 2013 г. партията е част от дясноцентристката коалиция на Берлускони и получава 2,0% от гласовете и 9 места в Камарата на депутатите. Мелони е преизбрана в Камарата на депутатите за Ломбардия и по-късно е назначена за лидер на партията в камарата – позиция, която заема до 2014 г., когато подава оставка, за да се посвети на партията. Неин наследник е Фабио Рампели.
През март 2014 г. Мелони става президент на „Братя италианци“, а през април е номинирана за евродепутат на изборите за Европейски парламент през 2014 г. като лидер на „Братя италианци“ във всичките пет избирателни района на Италия. Партията ѝ получава само 3,7% от гласовете, т.е. не надхвърля минималния праг от 4% и Мелони не става член на Европейския парламент. Тя получава 348 700 гласа. На 4 ноември 2015 г. основава „Нашата земя – италианци с Джорджа Мелони“, консервативен политически комитет в подкрепа на нейните кампании. „Нашата земя“ е паралелна организация на „Братя италианци“ и има за цел да разшири популярността на партията.
Мелони е кандидат за кмет в общинските избори в Рим през 2016 г.; в крайна сметка не е избрана и в двата вота. След общите избори през 2018 г. тя повежда „Братя италианци“ в опозиция по време на целия парламентарен мандат, като популярността на партията в проучванията на общественото мнение значително нараства, особено по време на кабинета Драги, когато „Братя италианци“ е единствената опозиционна партия.
На 30 януари 2016 г. Мелони участва в Деня на семейството, демонстрация срещу правата на ЛГБТ хората, обявявайки се против осиновяването на деца от страна на ЛГБТ двойки. В същия ден Мелони обявява, че е бременна и дъщеря ѝ Джиневра се ражда на 16 септември. На общинските избори в Рим през 2016 г. тя се кандидатира за кмет с подкрепата на „Ние със Салвини“, политическа партия, водена от Матео Салвини, и в опозиция на кандидата, подкрепен от Forza Italia на Берлускони. Мелони печели 20,6% от гласовете, почти два пъти повече от кандидата на Forza Italia, но не се класира за балотажа, докато „Братя италианци“ получава 12,3% от гласовете.  По време на италианския конституционен референдум през 2016 г. относно реформата, насърчавана от правителството на Ренци, Мелони основава комитета „Не, благодаря“ и участва в множество телевизионни дебати, включително един срещу тогавашния премиер Матео Ренци. Тъй като „Не, благодаря“ печели с почти 60% от гласовете, Мелони призова за предсрочни избори. Когато Ренци подава оставка, тя отказва доверие на следващото правителство, водено от Паоло Джентилони. На 2 – 3 декември 2017 г. по време на конгреса на „Братя италианци“ в Триест Мелони е преизбрана за председател на партията.
Като лидер на партията, Мелони решава да сформира съюз със Северната лига, ръководена от Салвини, и започва няколко политически кампании с него срещу лявоцентристкото правителство, водено от Демократическата партия. Това поставя „Братя италианци“ на евроскептични и десни популистки позиции. На общите избори в Италия през 2018 г. „Братя италианци“ е част от дясноцентристката коалиция с Forza Italia на Берлускони, Лигата на Салвини и „Ние с Италия“ на Рафаеле Фито. Партията на Мелони получава 4,4% от гласовете и над три пъти повече места спрямо резултатите си от 2013 г. Тя е избрана в Камарата на депутатите за едномандатния избирателен район на Латина, Лацио, с 41% от гласовете. Дясноцентристкият съюз, в който Лигата се очертава като основна политическа сила, печели множество места в Камарата на депутатите; никоя политическа група или партия не печели пълно мнозинство.
От февруари 2021 г. Мелони е член на Института Аспен, международен мозъчен тръст със седалище във Вашингтон, окръг Колумбия, който обединява множество финансисти, бизнесмени и политици. През октомври 2021 г. Мелони подписа Мадридската харта, документ от 2020 г., който описва левите групи като врагове на Иберо-Америка, участващи в „престъпен проект“, които са „под чадъра на кубинския режим“. Документът е изготвен от „Вокс“, испанска националистическа партия. Мелони участва и в партиен конгрес на „Вокс“. През февруари 2022 г. тя говори на годишната конференция за консервативно политическо действие във Флорида, където заявява на присъстващите американски консервативни активисти и официални лица, че трябва да защитават възгледите си срещу прогресистите. В навечерието на общите избори в Италия през 2022 г., свикани предсрочно след кризата в италианското правителство през 2022 г., участниците в дясноцентристката коалиция се договарят, че лидерът на партията, получила най-много гласове, ще бъде издигнат като кандидат за министър-председател. Към юли 2022 г. „Братя италианци“ на Мелони е първата партия в коалицията според проучвания на общественото мнение и се очаква тя да стане министър-председател на Италия, ако дясноцентристката коалиция получи абсолютно мнозинство в парламента, което би могло е най-дясното правителство в историята на италианската република според някои изследователи. В опит да успокои страховете сред тези, които описват „Братя италианци“ като неофашистка или крайнодясна партия, включително опасенията в рамките на Европейската комисия, че тя може да поведе Италия към Унгария при Виктор Орбан, Мелони казва пред чуждестранната преса, че италианският фашизъм е история. Като президент на Партията на европейските консерватори и реформисти тя заявява, че споделя опита и ценностите на Консервативната партия в Обединеното кралство, Ликуд в Израел и Републиканската партия в Съединените щати. Критиците са скептични към твърденията ѝ, цитирайки речите ѝ за имиграцията и правата на ЛГБТ. Статия на BBC News от септември 2022 г. изрично споменава Мелони като човек, който „кампанира срещу правата на ЛГБТ“.
В избори с рекордно ниска избирателна активност Мелони е обявена за победител, тъй като нейната партия „Братя италианци“ получава мнозинството места и по споразумение с дясноцентристката коалиция е номинирана за министър-председател като лидер на най-голямата партия в коалицията. Демократическата партия признава поражението си малко след екзит половете, а Матеуш Моравецки, министър-председател на Полша, и Марин Льо Пен, бивш лидер на Националния фронт, поздравяват Мелони.

## Политически позиции
Наблюдатели определят политическите позиции на Мелони като крайнодесни. В интервю с Никълъс Фарел от „Спектейтър“ Мелони отхвърля описанията на нейната политика като крайнодясна, наричайки ги клеветническа кампания от нейните опоненти. Освен това Мелони е описвана като твърдо дясна, дясна популистка  и националистка. Мелони е описвана като близка до Виктор Орбан, министър-председател на Унгария и лидер на Фидес, до Френския национален фронт и испанската политическа партия Вокс. Мелони сама описва партията си „Братя италианци“ като „мейнстрийм консервативна“ партия. Мелони се обявява в подкрепа на президентската република и за промяна на италианската конституция.
Мелони се противопоставя на евтаназията, абортите и законите, които признават еднополовите партньорства или бракове. На митинг на Пиаца дел Пополо през октомври 2019 г. тя говори против еднополовото родителство; нейната реч става изключително популярна в италианските социални медийни платформи. Мелони се противопоставя и на приемането на закон срещу хомофобията, заявявайки, че в Италия „няма хомофобия“. Тя също заявява, че „предпочита да няма гей дете“ по време на интервю за Le Iene, италианско телевизионно шоу. Мелони подкрепя антиджендър движението, родено в средата на 90-те години на миналия век в кръговете на Опус Деи, за да осъди всяка социална позиция, различна от тази, одобрена от Католическата църква, което се противопоставя на изследванията на пола. Тя подкрепя промяната на конституцията на Италия, за да се направи незаконно осиновяването на деца от еднополови двойки. През март 2018 г. Мелони критикува Уолт Дисни Къмпани за решението да представи гей двойка в музикалния фентъзи филм Замръзналото кралство 2, като пише в социалните си мрежи: „Стига! Писна ни! Махнете си ръцете от децата.“
През август 2022 г. Мелони споделя пикселизирано видео в Туитър, което показва жена, изнасилена от мъж, търсещ убежище. Жертвата на насилието осъжда публикуването на видеото и обявява, че е разпозната по публикуваното видео. След като получава обратна реакция, Мелони се опитва да се защити, като обвинява други политици, че не са осъдили самото изнасилване. Мелони е обвинявана в ксенофобия и ислямофобия. Тя критикува подхода на правителството на Италия към облагодетелстване на нелегалните имигранти, като същевременно подкрепя т. нар. „голямо заместване“, конспиративна теория на белите националисти. Мелони е против приемането на неевропейски мигранти и мултикултурализма. Мелони вярва в планираната масова миграция от Африка към Европа с цел замяна и елиминиране на италианското население.
Мелони е критикувана поради нейните изявления относно ваксините и COVID-19, като например това, че не е ваксинирала дъщеря си, и твърдението, че вероятността някой на възраст 0 – 19 години да умре от COVID-19 е същата като да бъде ударен от мълния.
Като депутат от „Братя италианци“, Мелони гласува в подкрепа на военната намеса в Либия през 2011 г., но през 2019 г. критикува френската обосновка за намесата, твърдейки, че причината е опозицията на Муамар Кадафи срещу CFA франка. Мелони критикува отношенията на Италия със Саудитска Арабия и Катар, заявявайки, че тези страни „систематично и умишлено разпространяват фундаменталистки теории, които са основните причини за растежа на ислямския фундаментализъм“. Тя се противопоставя на решението за домакинство на финала на Суперкупата на Италия в Саудитска Арабия и заявява, че Италия трябва активно да повдигне въпроса за човешките права в Саудитска Арабия. След случая с богохулството на Азия Биби, Мелони критикува „мълчанието на Запада“ и се застъпва за по-твърда позиция на международната общност срещу нарушенията на човешките права в Пакистан. Преди руското нахлуване в Украйна през 2022 г. Мелони се обявява за по-добри отношения с Русия, но оттогава осъжда нападението и обещава да продължи да изпраща оръжие на Украйна. Мелони подкрепя НАТО, въпреки че поддържа евроскептично отношение към Европейския съюз. Тя е привърженичка на по-близките връзки между Италия и Тайван.
Мелони често изразява мнения, които предизвикват противоречиви реакции. В интервю за френската новинарска емисия Soir 3 през 1996 г. тя хвали италианския диктатор Бенито Мусолини като „добър политик, най-добрият през последните 50 години“. През май 2020 г. тя хвали Джорджо Алмиранте, съоснователят на неофашисткото Италианско социално движение, който е сътрудник на нацистите и главен редактор на антисемитското и расистко списание La Difesa della Razza. През декември 2020 г. независимата журналистическа телевизионна програма Report разкрива в разследващ репортаж, че „Братя италианци“ „е достигнала отрицателния рекорд за арести за мафиотската група „Ндрангета“, а в разследващ доклад от 2021 г. на Fanpage се посочва, че в редиците на партията има потомци на Мусолини, както и фашистки носталгици, През ноември 2018 г. Мелони обявява, че честването на Деня на освобождението, известен също като годишнината от освобождението на Италия от нацист-фашизма на 25 април, и Празника на Италианската република, който празнува раждането на Италианската република на 2 юни, трябва да бъдат заменени с Деня на националното единство и въоръжените сили на 4 ноември, който отбелязва победата на Италия в Първата световна война. Според нея Денят на освобождението и Празника на Италианската република са „два противоречиви празника“. Тя се опитва да се дистанцира от близките си връзки с Роберто Джонги Лаварини, крайнодесен милански политик и предприемач, известен като „Черния барон“.
През 2006 г. Мелони защитава законите, приети от четвъртия кабинет на Берлускони, които облагодетелстват собствените му компании и забавят текущите съдебни процеси срещу него. Мелони заявява, че „[e] необходимо [...] да ги контекстуализираме. Това са закони, които Силвио Берлускони създаде за себе си. Но те са напълно справедливи закони.“ След формирането на „Братя италианци“ през 2012 г., Мелони решава да добави към знамето на новата партия символа „трицветен пламък“, свързан с Италианското социално движение, който извлича името и идеалите си от Италианската социална република „насилнически, социализиращ и революционно републикански“ вариант на фашизма, създаден като нацистка марионетна държава от Мусолини през 1943 г. „Трицветният пламък“ фигуративно изобразява останките на Мусолини, където винаги гори пламък върху гробницата му в Предапио. В отговор на разследване от 2021 г., Мелони минимизира този факт и същевременно отказва да отстрани открито неофашистки членове на „Братя италианци“. Малко преди общите избори през 2022 г. Мелони уволнява член, който открито възхвалява Адолф Хитлер. „Братя италианци“ се дистанцира и от своята секция в Асколи Пичено, след като последната отбеляза празнично годишнината от похода към Рим през 2019 г.

## Личен живот
Мелони има дъщеря Джиневра от партньора си Андреа Джамбруно, журналист, работещ за телевизионния канал Mediaset на Силвио Берлускони.
Тя казва, че е християнка и отчасти използва религиозната си идентичност, за да изгради националния си имидж, например когато заявява по време на митинг в Рим през 2019 г. „Аз съм Джорджа. Аз съм жена, аз съм майка, аз съм италианка, аз съм християнка“. Съобщава се, че през септември 2022 г. тя е продължила да прегръща стария фашистки лозунг „Бог, отечество и семейство“, но негодува, че е свързана с фашисткото минало на Италия.
Мелони е заклет фен на фентъзито, особено на „Властелинът на пръстените“ на Толкин, която нарича „свещен текст“. Като младежка активистка на Италианското социално движение, тя посещава „хобитски лагер“ и пее заедно с екстремистката фолклорна група Compagnia dell'Anello (в превод от италиански: Задругата на пръстена). В Италия крайната десница традиционно се свързва с фентъзи жанра, който смята за споделящ нейната „визия за духовност срещу материализма“.

## Външни връзки
- В Общомедия има медийни файлове относно Джорджа Мелони
- Джорджа Мелони в  Internet Movie Database

|  | Тази страница частично или изцяло представлява превод на страницата Giorgia Meloni в Уикипедия на английски. Оригиналният текст, както и този превод, са защитени от Лиценза „Криейтив Комънс – Признание – Споделяне на споделеното“, а за съдържание, създадено преди юни 2009 година – от Лиценза за свободна документация на ГНУ. Прегледайте историята на редакциите на оригиналната страница, както и на преводната страница, за да видите списъка на съавторите. ВАЖНО: Този шаблон се отнася единствено до авторските права върху съдържанието на статията. Добавянето му не отменя изискването да се посочват конкретни източници на твърденията, които да бъдат благонадеждни. |